# Alaszka
Alaszka (angolul Alaska, IPA:  [əˈlæskə] kiejtéseⓘ) az Amerikai Egyesült Államok egyik exklávé tagállama. (A másik Hawaii.) 1959. január 3-án vált az ország 49. tagállamává. Területe alapján a legnagyobb, lakosainak száma alapján azonban a harmadik legkisebb állam. Keletről Yukon territórium, délkeletről Brit Columbia határolja. (amely elválasztja az Egyesült Államoktól – Alaszka távolsága Washington államtól körülbelül 800 km). Az állam északi és északnyugati határait a Jeges-tenger alkotja, nyugatról és délről pedig a Csendes-óceán határolja.

## Neve
Neve az Alyeska („nagy ország”, „nagy föld” vagy „szárazföld” jelentésű) aleut szóból származik. Első európai felfedezői és meghódítói, az oroszok nyelvén a neve Аля́ска (Alaszka), innen került át a név a többi európai nyelvbe.

## Földrajz

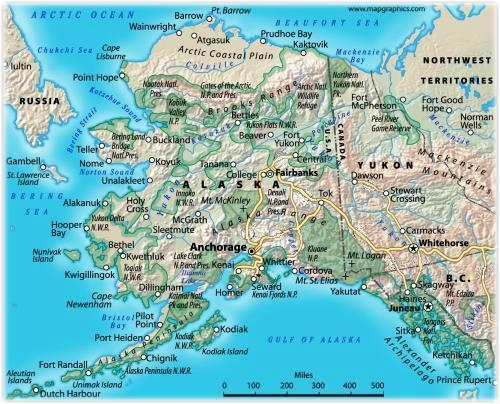
Alaszka domborzati térképe

Alaszka méretei az USA központi területéhez képest

Alaszka (Hawaii mellett) az USA egyik olyan állama, amely nem szomszédos az összefüggő egységet alkotó 48 tagállam egyikével sem, úgynevezett exklávé. Az USA legnagyobb területű tagállama, 1 717 856 km² területű. Ha képzeletben a 48. szélességi fok alatti államokra helyezzük, Minnesotától Texasig és Georgiától Kaliforniáig húzódik.
A partvonal – a számtalan szigettel együtt – közel 54 700 kilométer hosszú (apály idején). A délen húzódó szigetlánc az Aleut-szigetek, ahol több aktív vulkán is található, soruk egészen az Anchorage-tól nyugatra lévő Mount Spurrig húzódik.
Alaszkában található Észak-Amerika legmagasabb csúcsa, a Denali (6194 méter). (Egyébként a kontinens északi felének 20 legmagasabb hegyéből 17 itt van.)

### Régiók
A – sokak által szubkontinensnek is nevezett – állam hat földrajzi régióra oszlik.
„Serpenyőnyél” (Panhandle)Mintegy 650 kilométer hosszú partszakasz a kanadai Brit Columbia tartomány mellett, előtte számtalan szigettel. Alaszka többi részétől a Saint Elias-hegység választja el. Itt található Juneau és a korábbi központ, Sitka is (a Baranov-szigeten). A tenger közelsége és délebbi fekvése miatt itt a legenyhébb a klíma.
Dél-Közép-AlaszkaA csendes-óceáni partvidék ezen részén található a legtöbb nagyobb város (Anchorage, Wasilla, Kodiak), a Transzalaszkai Csővezeték végállomása, Valdez és a vasúthálózat egyik fő csomópontja, Seward.
Délnyugat-AlaszkaMagába foglalja az Alaszkai-félszigetet és az Aleut-szigeteket. Az itt élők főként halászattal és halfeldolgozással foglalkoznak, a kopár szigeteken leginkább csak meteorológiai és katonai bázisok találhatók.
Nyugat-AlaszkaNagy része a Yukon és a Kuskokwim folyók által létrehozott síkság, fátlan tundra, melyet délről a Kuskokwim-hegység, északról a Brooks-hegység határol. A területen rengeteg kisebb-nagyobb tó található.
Belső-AlaszkaA Brooks- és az Alaszkai-hegység, illetve a Yukon-síkság és a kanadai határ közti terület. Akárcsak Nyugat-Alaszkában, itt is a Yukon és Kuskokwim folyók és mellékfolyóik határozzák meg a táj arculatát, a legtöbb település ezek mentén található. A legnagyobb város a Tanana melletti Fairbanks.
Sarkvidéki területekA Brooks-hegység és a tőle északra lévő tundra, mely jóformán teljesen mentes a növényzettől. Az egész régió az északi sarkkörön túl fekszik, s mert a sark felé nyitott, a hideg északi szél még inkább csökkenti az átlaghőmérsékletet. Ugyanakkor itt fekszenek Alaszka olajmezői, s így viszonylag sokan élnek az embert próbáló körülmények között.

### Nemzeti parkok és nemzeti vadvédelmi területek
Térkép Alaszka nemzeti parkjaival és közúthálózatával

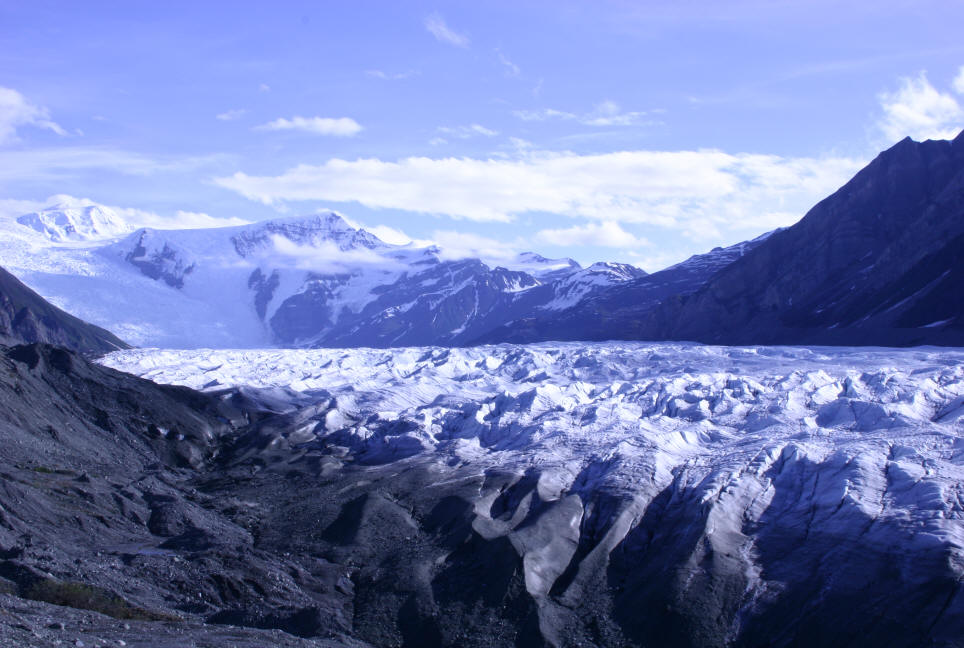
A Root-gleccser az USA legnagyobb területű nemzeti parkjában, a Wrangell-Saint Eliasban

| - Denali Nemzeti Park - Gates of the Arctic Nemzeti Park - Glacier Bay Nemzeti Park - Katmai Nemzeti Park - Kenai Fjords Nemzeti Park - Kobuk Valley Nemzeti Park - Lake Clark Nemzeti Park - Wrangell-Saint Elias Nemzeti Park | - Alaska Maritime Nemzeti Vadvédelmi Terület - Alaska Peninsula Nemzeti Vadvédelmi Terület - Arctic Nemzeti Vadvédelmi Terület - Becharof Nemzeti Vadvédelmi Terület - Innoko Nemzeti Vadvédelmi Terület - Izembek Nemzeti Vadvédelmi Terület - Kanuti Nemzeti Vadvédelmi Terület - Kenai Nemzeti Vadvédelmi Terület - Kodiak Nemzeti Vadvédelmi Terület - Koyukuk Nemzeti Vadvédelmi Terület - Nowitna Nemzeti Vadvédelmi Terület - Selawik Nemzeti Vadvédelmi Terület - Tetlin Nemzeti Vadvédelmi Terület - Togiak Nemzeti Vadvédelmi Terület - Yukon Delta Nemzeti Vadvédelmi Terület - Yukon Flats Nemzeti Vadvédelmi Terület |  |

## Történelem

### Alaszka őslakói
Alaszka első lakói a mai Bering-szoros helyén lévő földhídon érkező ősemberek lehettek. Az alacsonyabb tengerszintnek köszönhetően fennálló szárazföldi kapcsolat Ázsia és Amerika között a geológusok szerint kb. i. e. 25 000 és i. e. 9000 között létezett. A régészek többsége három nagy vándorlási hullámot feltételez. Az első i. e. 25 000 és i. e. 15 000 közé esik, ekkor érkezett a legtöbb indián törzs őse. A tlingitek, ejakok és atapaszkák elődei i. e. 14 000 és i. e. 9000 között telepedtek le a területen. A legkésőbbi őskori bevándorlók az i. e. 10 000–i. e. 6000 (esetleg i. e. 4000) közti időszakban jöttek, ők az eszkimók és az aleutok felmenői.
A régészek a kő- és csonteszközök alapján a legkorábbi időszakban két kultúra-csoportot különítenek el. Az egyik az ún. paleoarktikus kultúrkör (másik elnevezéssel denali kultúrkör), kb. i. e. 10 000-től i. e. 8000-ig. Az ide sorolható, Alaszka-szerte megtalálható eszközök kidolgozási technikája egyértelműen kapcsolódik a szibériai és északkelet-ázsiai leletekhez. A másik őskori kultúrkör a valamivel korábbra (i. e. 11 500-tól) datált paleoindián kultúrkör, melynek egyik jellemző képviselője, a Clovis-kultúra a késő jégkorszakban alakult ki, az eljegesedés határától délre, majd annak visszahúzódásával északabbra is elterjedt. Mivel ezen kultúra eszközei nem állíthatók párhuzamba ázsiai csoportokéval, feltételezhető, hogy helyileg létrejövő, valódi „bennszülött” kultúrával van dolgunk. Több kutató talált kapcsolatot az amerikai kontinens délebbi területein élő korai indián kultúrákkal, ill. a paleoarktikus kultúrkörrel – mely már csak a kronológia miatt is valószínűsíthető. Alaszka legelső lakóinak életéről igen kevés lelőhely tanúskodik; a vázlatos képet csak újabbak felfedezése módosíthatja.
I. e. 6000 körül Alaszka több részén is új, kiforrott eszközkészítési technikájú csoportok tűntek fel. Az egyik feltételezés szerint ezek a kontinens központi területein élők voltak, amelyek a felmelegedő éghajlat következtében északra húzódó erdőket követve vándoroltak. Egy másik elmélet a helyi kultúrák tagjainak tartja őket, akik nemcsak a felmelegedés nyitotta új területek, hanem az egyes csoportok differenciálódó kultúrája miatti elkülönülés következtében szóródtak szét. Vannak, akik az Alaszka belsejében élő atapaszkák őseit vélik megtalálni ezen időszakban, mások azonban vitatják az ún. északi archaikus kultúrának a későbbi fejlődésre gyakorolt hatását.
I. e. 4000-től kezdődően a rendelkezésünkre álló adatok száma megnő, innentől kezdve már nemcsak általában tudjuk leírni a korai alaszkai kultúrákat, hanem négy régiót is meg tudunk határozni. (Az így meghatározott egységek nem ekkor alakulnak ki, de korábbi történetükre csak ezen adatok alapján következtethetünk vissza. Az itt következő felosztás tehát nem csak i. e. 4000-től érvényes.)
Az első kultúra előfordulási területe az Alaszkai-félsziget Bristol-öböl felőli részétől az egész keleti partvidéket magába foglalja, folytatódik az északi partok mentén, sőt túlnyúlik Alaszkán, egészen Grönlandig. Fő jellemzői az igen finoman megmunkált kőeszközök, melyek mérete meglehetősen kicsi. Ezek a különleges tárgyak minden átmenet nélkül tűnnek fel; a legvalószínűbb, hogy készítésük technikája Északkelet-Ázsiából ered.
A második elkülöníthető kulturális egység Délkelet-Alaszka. Az itt élőknek főként a tenger szolgált élelemforrásként (melyet csak szezonális jelleggel használhattak ki), a számtalan sziget közti közlekedés miatt jól épített csónakokkal rendelkeztek. Téli szállásként a partok mentén nagy ideiglenes településeket hoztak létre.
Délnyugat-Alaszkában aleut és eszkimó nyelveket beszélő törzsek éltek együtt (a két nyelv közös ősre, az eszkaleutra megy vissza, de különválásuk ideje kérdéses). Életük alapja szintén a tengeri élőlényekre való vadászat volt. A területre szinte minden irányból érkeztek betelepülők, hatásuk miatt az évezredek során sok kis kiterjedésű kultúra fel- és eltűnése jellemzi a régiót.
Belső-Alaszka hatalmas területein az atapaszka nyelveket beszélő népek ősei éltek. Eredetük tisztázatlan, régészeti bizonyítékok se ázsiai, se amerikai eredetüket nem támasztják alá, csak annyi bizonyos, hogy jelentősen különböztek a part mentén lakóktól. Főként rénszarvasra vadásztak, de a folyók mentén a lazachalászat is előfordult.

### Orosz-Amerika

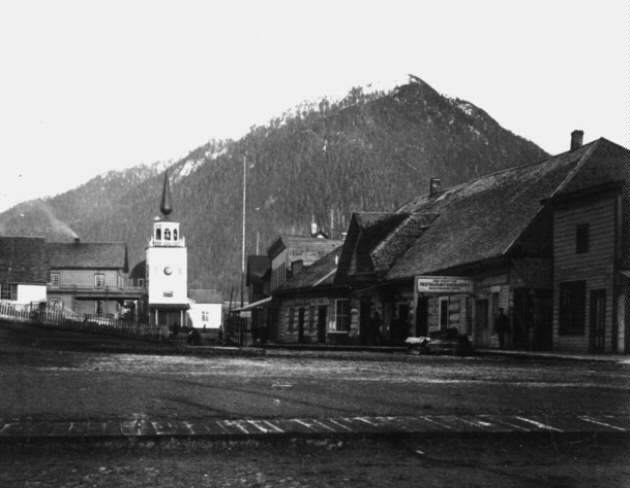
A Szent Mihály-székesegyház Novoarhangelszkben (Sitka)

Alaszka „felfedezője” az orosz megbízással utazó dán származású Vitus Bering volt. Már 1728-as expedíciója során behajózott a – később róla elnevezett – szorosba, a nagy köd miatt azonban nem látta az amerikai szárazföldet; végül 1741 júliusában pillantotta meg a déli partokat, egy napra kikötött a Kodiak-szigeten, majd az Aleut-szigetek mentén indult visszafelé. (1772-ben Benyovszky Móric útja is érintette a szigetláncot.)
A fennhatóságuk alá került Alaszka (akárcsak korábban Szibéria) az oroszok számára főként a szőrmekereskedelem miatt volt fontos (elsősorban a tengeri vidrákat vadászták). Az első telep 1773-ban létesült, feltehetően az Unalaska-szigeten található Captain's Harbornál. Az Orosz-Amerikának elnevezett terület közigazgatási központja 1792-től Kodiak (ez volt az első, 1784-től kezdve egész évben fennálló telep), majd 1808-tól Új-Arhangelszk (későbbi, amerikai nevén Sitka). A szőrmekereskedelmet felügyelő Orosz-amerikai Társaság azonban nem tudott nyereségesen működni, mivel egyrészt a szállítás költségei igen magasak voltak, másrészt az őslakosok (különösen a tlingitek) támadásai állandó és komoly veszélyt jelentettek, ezért a földrajzilag és anyagilag is jobb helyzetben lévő brit és amerikai kereskedőkkel folytatott konkurenciaharc kimenetele sem lehetett kétséges. Az oroszok benépesíteni sem nagyon tudták a területet, mert az orosz telepesek nem találtak jó körülményeket a területen, és a legtöbb orosz is csupán kényszer hatására érkezett Alaszkába. Ráadásul fennállt a veszélye akár egy esetleges brit, vagy amerikai támadásnak is. Az Orosz Birodalom miután anyagi helyzeténél fogva a fenntartását tovább finanszírozni nem tudta, sőt a krími háborúban is súlyos vereséget szenvedett, eladta a területet az Egyesült Államoknak.
Bár az oroszok nagy többsége elhagyta az országot, de még ma is létezik orosz kisebbsége. A legtöbb helység temetője is máig őriz cirill betűs sírokat.

### Az USA 49. tagállama
Az Egyesült Államok vezető politikusai már az 1840-es években foglalkoztak a terület megszerzésének gondolatával, 1860 után pedig már érdeklődtek Oroszországnál az eladással kapcsolatban. 1866-ra kiderült, hogy az Orosz-amerikai Társaság pénzügyi helyzetén csak a kormány segíthetne, II. Sándor orosz cár kincstára azonban nem volt képes elviselni ekkora terhet, és egy esetleges háború költségeit sem tudta volna fedezni. A krími háborúban (1853−1856) az Orosz Birodalom jelentősen meggyengült, ezért ha akár az Egyesült Államok, akár Nagy-Britannia szemet vetett volna a területre és megtámadná, akkor az orosz hadsereg képtelen lesz az invázió megállítására. 1867. március 29-én Edward de Stoeckl nagykövet és William Henry Seward külügyminiszter megfogalmazta a szerződést, melyet Andrew Johnson elnök június 20-án írt alá, a szenátus pedig nagy többséggel fogadott el. A vételár mindössze 7,2 millió dollárnyi arany volt. A megállapodás rögzítette, hogy magántulajdont nem foglalnak le, és a templomok birtokjoga az orosz ortodox egyház kezében marad. Október 18-án Sitkában (az orosz közigazgatás központjában) vonták fel az amerikai zászlót. Ma ezt Alaszka napja (Alaska Day) néven ünneplik, az állam másik ünnepe pedig a Seward′s Day, melyet március utolsó hétfőjén tartanak. A maiak már ünneplik, de a kortársak szemében nem volt népszerű az üzlet megkötése, az új területet Seward Ostobaságának vagy Seward Jégszekrényének nevezték, de akik Johnson elnököt vélték az adásvétel mögött, azok Johnson Jegesmedvekertjé-nek gúnyolták Alaszkát. Alaszka nem tagállamként csatlakozott az USÁ-hoz, hanem csupán mint territórium (mint például a vele szomszédos Yukon terület Kanadához). 1959. január 3-án vált az unió 49. államává, miután Dwight D. Eisenhower elnök 1958. július 7-én aláírta az államiságát rögzítő Alaska Statehood Act nevű törvényt.
Az ország akárcsak az orosz telepeseknek, úgy az amerikaiaknak sem volt vonzó. A földje nem volt jól művelhető, s ebben az korban más különösebb adottsága sem volt ismert.
Alaszkában tört ki a történelem legnagyobb aranyláza, 1896–1897-ben. Következményei közül kiemelendő a társadalom átalakulása (az aranyásók közül sokan végleg le is telepedtek itt), a számos új település létrejötte, melyek közül sok nagyvárossá fejlődött (például Nome és Fairbanks), valamint a vasúthálózat kiépülése a bányák és a kikötők között. Az aranyláztól eltekintve azonban különösebb jelentőséget ezek után sem tulajdonítottak a területnek az amerikaiak.
Huszadik századi történelmének meghatározó mozzanatai:
- a második világháború csendes-óceáni hadszínterének egyik kevésbé ismert eseménye, az aleut-szigeteki hadjárat (1942. június 6. – 1943. augusztus 15.).
- Az „olajláz” kitörése: az északi part olajmezőinek felfedezése az 1960-as évek végén, mely nagyot lendített az állam gazdaságán;
- és a hidegháborúban felértékelődött stratégiai pozíciója: a két szuperhatalom közti távolság a Bering-szorosnál mindössze 85 km, az amerikai kormány ezért számos rakétasilót épített ki, melyek nagy részét mára már elhagyták.

Voltaképp csak ekkor kezdett Alaszka felértékelődni az amerikaiak szemében.

## Gazdaság

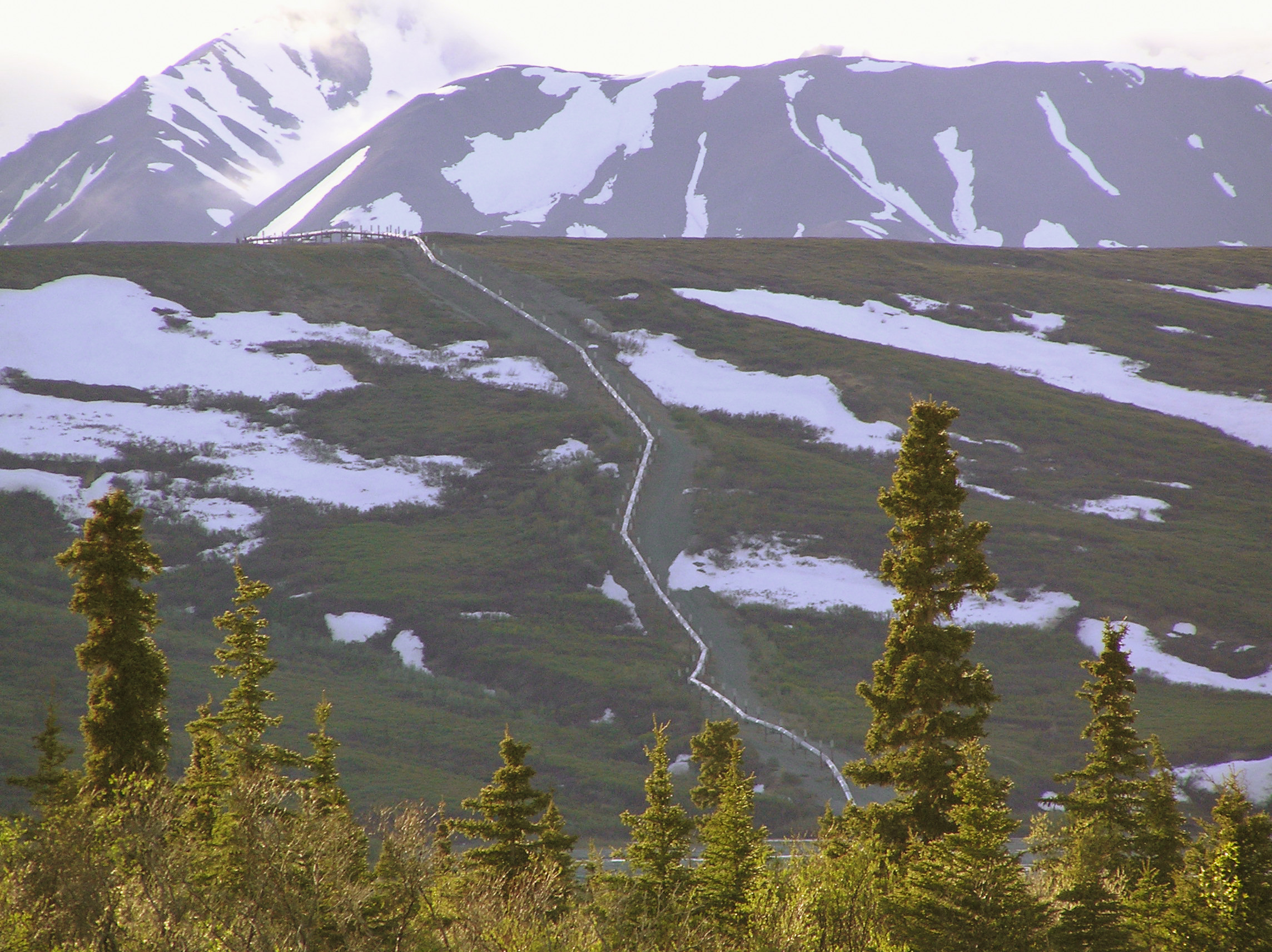
A Transzalaszkai Csővezeték egy megemelt szakasza

Az állam bruttó összterméke 1999-ben 26 milliárd dollár volt, ezzel a 46. helyen állt az tagállamok sorában. Az egy személyre jutó bevétel összege 2000-ben 30 064 dollár volt, ez a 15. legmagasabb érték. A mezőgazdaság fő terméke a tengeri hal; tejtermék, zöldség és élőállat tekintetében önellátó. A könnyűipar nem túl jelentős, élelmiszeripari termékekből és minden más általános termékből is behozatalra szorul. A legtöbb munkavállaló a közigazgatási szférában, a természeti erőforrásokat felhasználó ágazatokban, a hajózásban és a közlekedésben dolgozik, de egyre jelentősebb mértékű foglalkoztatást nyújt a turizmus is. Ipari cikkei közül kiemelendő a nyers kőolaj, a földgáz, a kőszén, az arany, a különböző drágakövek, a cink; illetve jelentős a hal- és fafeldolgozás is.
1976-ban az alaszkaiak kiegészítették az állam alkotmányát, létrejött az Alaska Permanent Fund, amely az ásványi anyagok bányászatából és a Transzalaszkai Csővezetékből (Trans-Alaska Pipeline System) származó állami jövedelmek egy részét „az Alaszkában élők generációinak hasznára” fekteti be. 2003 júniusában az alap vagyona meghaladta a 24 milliárd dollárt.

## Közlekedés

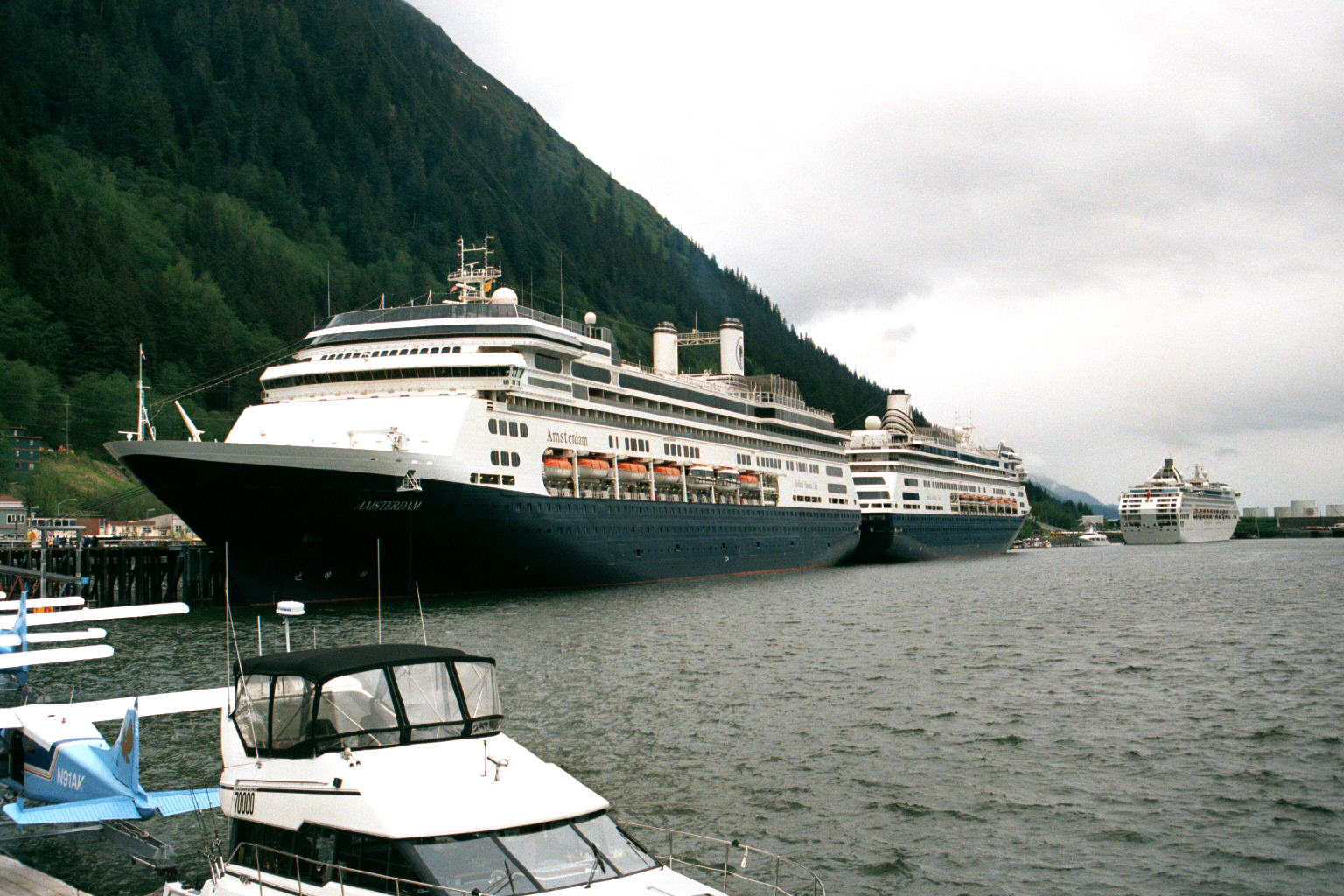
Sétahajók Juneau-ban

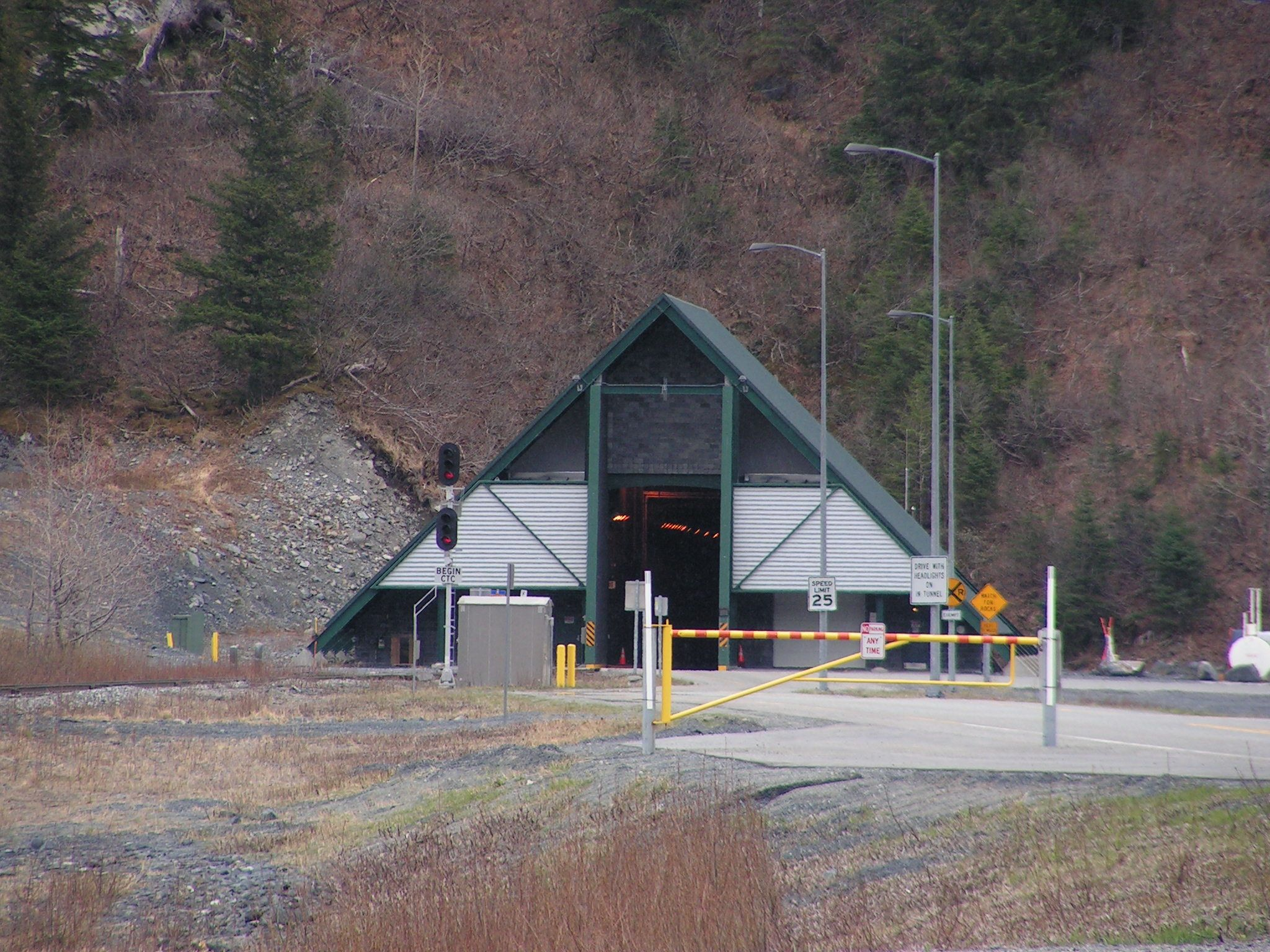
Az Anton Anderson alagút bejárata

### Közút
Alaszka úthálózata az állam igen kis részére terjed ki: a legnagyobb városokat köti össze a Kanada felé tartó Alaszka autópályával (Alaska Highway). A főváros, Juneau nem közelíthető meg közúton, ezért évtizedek óta napirenden lévő kérdés a kormányzat átköltöztetése Anchorage-be vagy Fairbanksbe. Észak-Amerika leghosszabb közúti alagútja, a négy kilométer hosszú Anton Anderson Memorial Tunnel a Seward autópálya Anchorage-től délre eső szakaszát kapcsolja össze Whittier településével. Az út egysávos, mivel mellette vasút is közlekedik, így gyakran alakulnak ki torlódások.

### Vasút
Az alaszkai vasúthálózat (Alaska Railroad) fővonala Sewardtól Anchorage-en, Denalin és Fairbanksen keresztül az utóbbitól délkeletre fekvő North Pole városáig fut, két mellékága pedig Whittierbe és Palmerbe tér ki. Az alaszkai az utolsó vasúttársaság Észak-Amerikában, amelynek tehervonatain fékezőkocsikat használnak; a Talkeetna és Hurricane közötti szakasz pedig az utolsó, amelyen feltételes megállók találhatók. Az egész amerikai kontinens legészakibb vasúti állomása a fairbanksi és a legnyugatibb is ugyanitt, a fővonal menti Talkeetna városában van.

### Légi
Az állam legtöbb települése csak vízi és/vagy légi közlekedési eszközökkel közelíthető meg. Délkeleten és délnyugaton fontos szerepe van a komphálózatnak (Alaska Marine Highway System). A Washington állambeli Bellingham és az alaszkai Haines között szintén rendszeres kompjárat van, melynek útvonalán, a délkeleti partvidék szigetei között húzódó Inside Passage-en sétahajók is közlekednek.
Nagyon sok település csak repülővel érhető el, így Alaszka légiközlekedése a nehezen megközelíthető helyeket kiszolgáló kisgépek (gyakran hidroplánok vagy hótalpakkal felszerelt gépek) tekintetében igen fejlett (a repülés ezen ágának angol elnevezése bush flying, melynek jelentése ’bozótrepülés’). A világ legforgalmasabb hidroplánokat fogadó repülőtere az anchorage-i nemzetközi repülőtér melletti Hood tavon található.
A belföldi légiközlekedésben részt vevő sugárhajtású gépeket szinte kizárólag az Alaska Airlines működteti, így ennek árai meglehetősen magasak. Személy- és teherszállító járatai a nagyobb városokat és a regionális központokat kötik össze. A kisebb településeket három társaság szolgálja ki, az Era Aviation, a PenAir és a Frontier Flying Service.

### Kutyaszán
A mára közkedvelt sporttá vált kutyaszánhajtás még a 20. század első évtizedeiben is a legfontosabb közlekedési és szállítási mód volt. Az egyik legnagyobb évente megrendezett verseny, az Iditarod az 1925-ös nome-i diftériajárvány kiterjedését megakadályozó szérumfutásnak állít emléket, melynek résztvevői öt és fél nap alatt tettek meg több mint ezer kilométert.

## Kormányzat
Alaszka székhelye Juneau. Az állam élén a republikánus Mike Dunleavy kormányzó áll. A washingtoni szövetségi Kongresszusban az alaszkaiakat Don Young képviselő, valamint Lisa Murkowski és Dan Sullivan szenátorok képviselik. Ők is mindhárman republikánusok.

## Közigazgatás

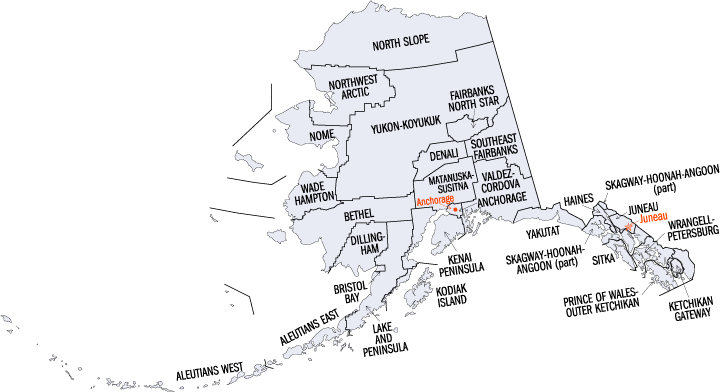
Alaszka közigazgatási egységei (nagyobb méret)

Alaszkában nincsenek a hagyományos értelemben vett megyék (county), mint a többi államban; helyettük 27 népszámlálási körzet (census area) és városi körzet (borough) van. Utóbbiak szervezett, az egész területre kiterjedő kormányzattal rendelkeznek, míg előbbiek az Egyesült Államok Népszámlálási Hivatala (United States Census Bureau) által mesterségesen létrehozott egységek.
Térkép a 2000-es népszámlálás eredményeivel.
| - Aleutians East Borough - Anchorage Municipality - Bristol Bay Borough - Denali Borough - Fairbanks North Star Borough - Haines Borough - Juneau City and Borough - Kenai Peninsula Borough - Ketchikan Gateway Borough - Kodiak Island Borough - Lake and Peninsula Borough - Matanuska-Susitna Borough - North Slope Borough - Northwest Arctic Borough - Sitka City and Borough - Yakutat City and Borough | - Aleutians West Census Area - Bethel Census Area - Dillingham Census Area - Nome Census Area - Prince of Wales – Outer Ketchikan Census Area - Skagway-Hoonah-Angoon Census Area - Southeast Fairbanks Census Area - Valdez-Cordova Census Area - Wade Hampton Census Area - Wrangell-Petersburg Census Area - Yukon-Koyukuk Census Area |

### Főbb városok

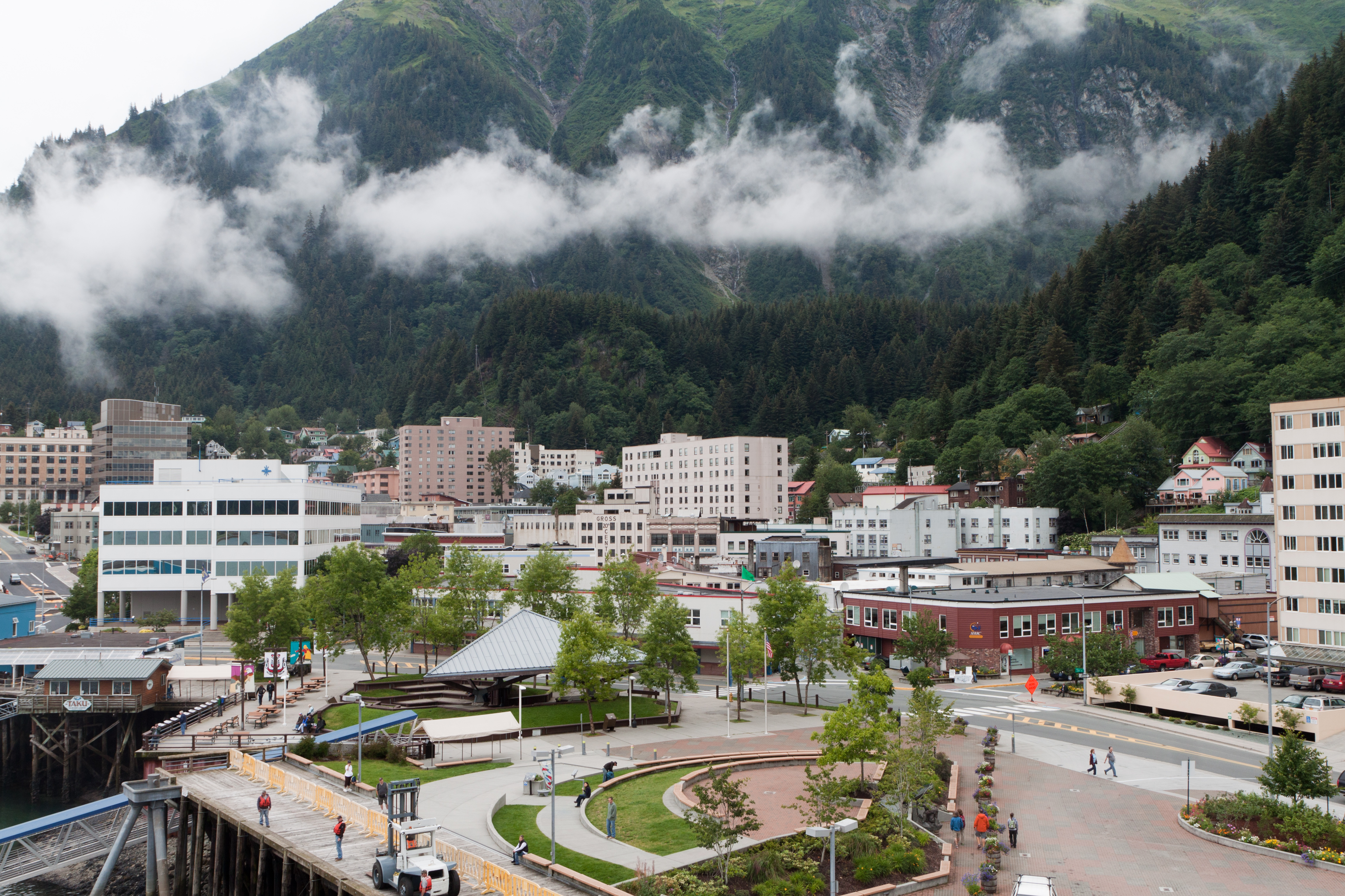
Juneau belvárosa a Juneau-heggyel a háttérben

Alaszka legnépesebb városa Anchorage, 225 744 lakossal (külvárosokkal együtt 260 284, ez az állam lakosságának csaknem a fele). Sitka (az egykori főváros) az Egyesült Államok legnagyobb területű városa, amit kevéssel lemaradva követ a mai székhely Juneau, majd nagyobb különbséggel Anchorage. A többi 49 állam legnagyobb kiterjedésű települése (az összesítésben 4.) a floridai Jacksonville.
| - több mint 100 000 fős város - Anchorage | - 100 000–10 000 fős városok - Fairbanks - College - Juneau - Wasilla - Kodiak - Ketchikan | - kevesebb mint 10 000 fős települések - Shishmaref - Sitka - Palmer - Bethel - Utqiaġvik - Kenai - Soldotna - Unalaska - Kotzebue - Nome - Petersburg - Homer - Dillingham - Valdez - Seward |

## Kultúra
Alaszkai Repüléstörténeti Múzeum

## Állami jelképek
- Jelmondat: Északra a jövő felé
- Madár: hófajd (Lagopus lagopus)
- Emlős: jávorszarvas (Alces alces)
- Tengeri emlős: grönlandi bálna (Balaena mysticetus)
- Hal: királylazac (Oncorhynchus tshawytscha)
- Rovar: szitakötő
- Virág: nefelejcs (Myosotis alpestris)
- Fa: szitka luc (Picea sitchensis)
- Kövület: gyapjas mamut (Mammuthus primigenius)
- Drágakő: jáde
- Sport: kutyaszánhajtás

Részletesen lásd itt.